# Wasserfeststoffwert

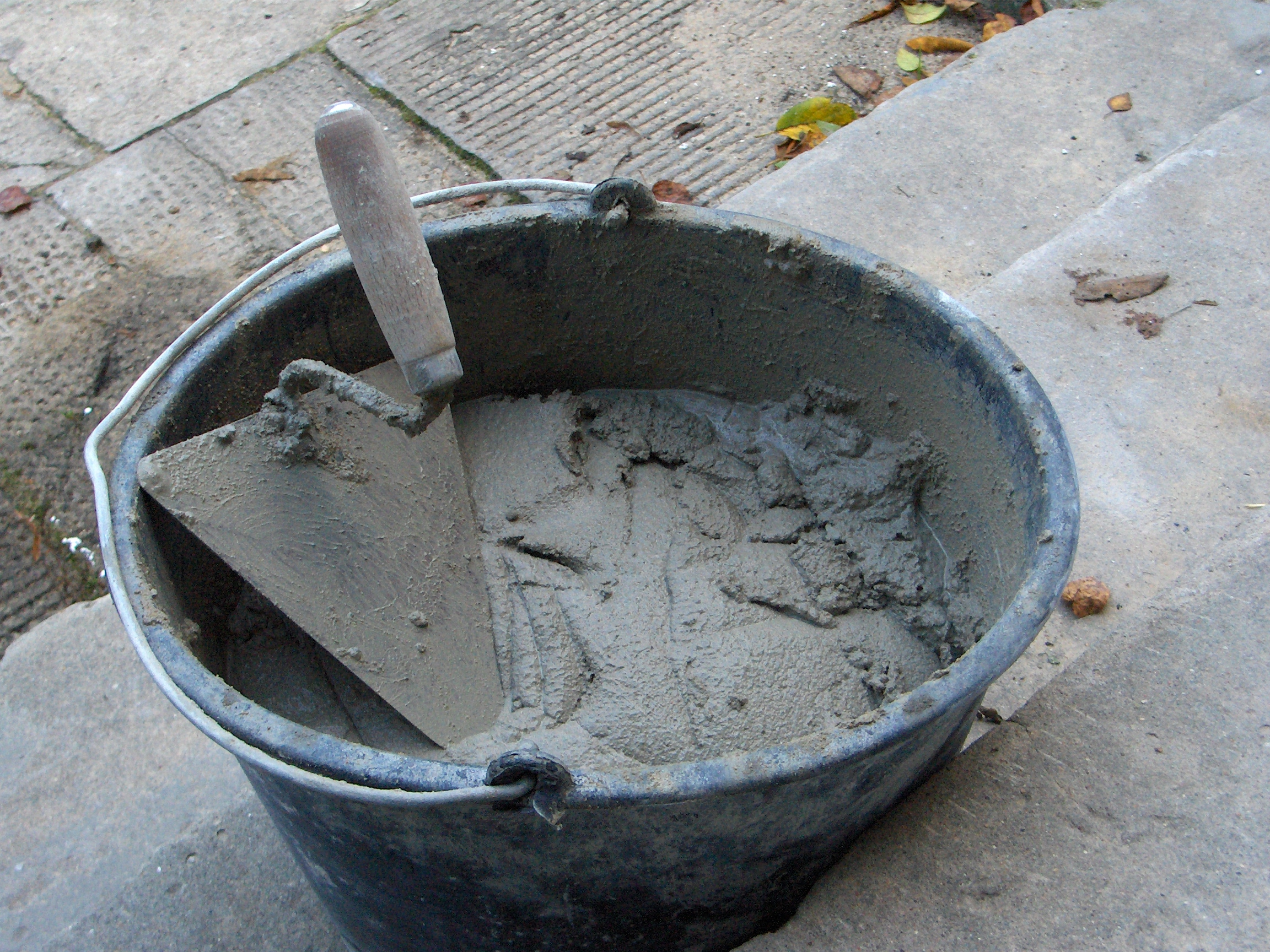
Frischmörtel mit weicher Konsistenz

Der Wasserfeststoffwert ist eine Größe der Dimension Zahl und dient als Kennzahl für das Mischungsverhältnis von Frischmörtel. Dabei handelt es sich um den Quotienten des Mischungsverhältnisses von Wasser : Trockenmörtel (in Gew.-Teilen). Anwendung findet dieser Wert bei sämtlichen Arten von Werkmörteln. Werkmörtel bedeutet, dass der Mörtel als vorgemischte Sackware vom Hersteller geliefert wird. Auf der Baustelle ist lediglich die Wasserzugabe notwendig.

## Berechnungsbeispiel
Ein Baustoffhersteller gibt Folgendes auf dem Gebinde (z. B. Fugenmörtel in einem 25 kg Sack) an: „5,25 l Wasser pro Sack Trockenmörtel (25 kg)“. Diese Angabe entspricht einem Mischungsverhältnis von 5,25 : 25
{\displaystyle {\frac {5{,}25}{25}}={\underline {\underline {0{,}21}}}}
Der Wasserfeststoffwert beträgt für dieses Mischungsverhältnis also 0,21. Es lässt sich jetzt jede beliebige Menge Frischmörtel mit diesem Wasserfeststoffwert anmischen. Angenommen, man benötigt lediglich 5 kg Fugenmörtel, so ergäbe sich folgende Menge Wasser:
{\displaystyle 0{,}21\cdot 5{,}0=1{,}05\;\mathrm {l} }
Diese Betrachtung unterstellt, dass Wasser eine Dichte von 1,0 kg/dm³ hat. Da die Dichte jedoch abhängig von der Wassertemperatur ist, müsste man – genau genommen – das Zugabewasser abwiegen und nicht mit einem Messbecher abmessen.

## Hinweise
Bei Verfugen von Pflasterdecken und Plattenbelägen ist stets mit gleichem Wasserfeststoffwert an einer Pflasterfläche zu arbeiten, ansonsten kann es zu erheblichen Farbabweichungen kommen. Das Nachwaschen der Fugen von Pflasterdecken und Plattenbelägen sollte ebenfalls – bei zusammenhängenden Plattenflächen – mit annähernd gleichen Wassermengen erfolgen. Es werden sonst Zement- und Zuschlagsbestandteile bzw. Farbpigmente unterschiedlich stark herausgewaschen. Die Folge sind unterschiedlich strukturierte Fugen sowie Farbunterschiede der Fugen.